# Базілевський Микола Михайлович
Базілевський Микола Михайлович (8 (20) січня 1893, с. Стукалівка Полтавської губернії — 26 травня  1957, Монреаль, Канада) — український інженер, публіцист, громадський діяч. Переконаний послідовник гетьмана Павла Скоропадського і прихильник його ідеології, а також визначний діяч у консервативному гетьманському русі, сотник армії Української Держави та сотник Армії УНР.
Відповідно до українського законодавства може бути зарахований до борців за незалежність України у XX столітті.

## Біографія
Середню освіту здобув у Лубенській гімназії та Полтавській духовній семінарії, згодом вступив до Київського комерційного інституту, але навчання перервала Перша світова війна. Закінчив військову школу і 1915 року у званні старшини вирушив на фронт. У 1917 вступив у ряди Армії УНР і у складі Запорізького корпусу пройшов усі етапи визвольної боротьби (був сотником 1-го полку ім. гетьмана П. Дорошенка). На початку 1919 року у зв'язку із хворобою тимчасово перебував поза фронтом, згодом повернувся в ряди кінного полку Чорних Запорожців, а потім перейшов у 1-ий Запорізький кінно-чорний дивізіон полковника Алмазова, де займав посаду ад'ютанта дивізіону.
Після війни перейшов з армією польський кордон і був інтернований спочатку в Пикуличах, а згодом у Вадовицях, де був головою студентської громади. У 1919 році брав участь у Зимовому поході у званні командира кінної сотні, яка охороняла штаб генерала Омельяновича-Павленка (старшого). У 1920 році воював ад'ютантом в окремій кінній дивізії 4-го кінного полку ім. Івана Сірка.
На початку 1920-х років переїхав у Чехословаччину, де в 1923–1927 роках навчався на економічно-кооперативному факультеті Української господарської академії в Подєбрадах і отримав диплом інженера-економіста. Був членом «Українського стягу» — союзу емігрантів-монархістів з Наддніпрянщини, створеного 1923 за сприяння Центральної управи об'єднаних хліборобських організацій (організаційного центру монархістського руху).
1927 року переїхав до Берліна, де працював асистентом в Українському науковому інституті, досліджуючи тему «Можливості організації хліборобського класу в Українській консервативній державі», і співпрацював з дійсним членом НТШ істориком Дмитром Дорошенком. Згодом повернувся в Чехословаччину, а наприкінці 1930-х років знову переїхав до Німеччини, де під час Другої світової війни працював на примусових роботах на фабриці зброї у Галлендорфі біля Брауншвейгу. У 1945–1949 роках перебував у таборі для переміщених осіб ім. М. Лисенка в Ганновері і працював у таборовій управі.
25 грудня 1949 емігрував у Монреаль, де був активістом місцевого осередку Комітету українців Канади і передовим членом Українського союзу гетьманців-державників. З 1955 року — член редколегії газети «Батьківщина» у Торонто (органу українського консервативного гетьманського руху). Був одружений з О. Русовою, онукою дійсного члена НТШ О. Русова.
Помер у Монреалі 26 травня 1957 року.

## Науковий доробок
Основна наукова зацікавленість — історія українського національного консерватизму, творчість дійсного члена НТШ В'ячеслава Липинського.
Автор статей у журналі «Державницька думка» (квартальнику української державної ідеології, культури і громадського життя). У 1961 році, вже після смерті Базілевського, у Нью-Йорку було видано його книгу про Липинського, написану у співавторстві з дійсним членом НТШ істориком Василем Гришком та дійсним членом НТШ філологом П. Ковалевим.
З початку 50-х рр. — зв. чл. НТШ Канади. Виступав на четвертій (5—6 вересня 1953 року (в істор. комісії): доповідь про В'ячеслава Липинського) та п'ятій (10 жовтня 1954, присвяч. п'ятиріччю НТШ Канади): лекція про творчі суспільні процеси) наукових конференціях НТШ Канади в. Торонто. 1954—55 — голова монреальського осередку НТШ (ств. 1950), до складу якого в цей період входили: зв. чл. НТШ Н. Ґеркен-Русова та І. Федів, д. чл. НТШ Ю. Русов, майб. чл.-кор. НТШ Ю.-М. Левицький, майб. д. чл. НТШ М. Антонович та І. Мончак, а також В. Бринявський, Д. Донцов, о. М. Залеський та І. Темертей. За дорученням Голови НТШ К Є. Вертипороха Б. М. активізував діяльність осередку і організував у ньому дві наукових конференції (спільно з українським відділом франкомовного уніванситету в Монреалі): на першій із них (27—28 лютого 1954, для відзначення 80-ліття НТШ) виступав із доповіддю «Проблема дисципліни (соціальне оформлення дисципліни як суспільного процесу)», а на другій (23—24 квітня 1955) — «Роль козаччини в соціальній проблематиці України». Автор 2 статей у Збірниках наукових праць НТШ Канади (1953, 1954).

## Праці
- Великому борцеві // Укр. робітник (Торонто), 1951 (13. 04), ч. 15;
- Гетьманський рух, його засада і мета // Державницька думка, 1951, № 1, с. 14—49;
- Укр. молодь у світлі державницьких ідеалів // Там само, 1951, № 2, с. 13—22;
- Світогляди і об'єднання // Там само, 1952, № 5, с. 9—22;
- Майбутнє укр. націоналізму // Там само, 1952, № 7—8, с. 4—13;
- В'ячеслав Липинський та ідея соціяльної стабілізації // Бюлетень (матеріали IV Наук. конференції НТШ-Торонто). Торонто, 1953, ч. 1 (4), с. 74—87;
- Формуючі чинники в творчих суспільних процесах // Матеріали V Наук. конференції НТШ-Торонто. Торонто, 1954, ч. 1 (5), с. 66—82;
- Гришко В., Базілевський М., Ковалів П. В'ячеслав Липинський і його творчість. Нью-Йорк, 1961.